# 小行星8605
小行星8605是一颗围绕太阳公转的小行星。1968年7月18日，卡洛斯·托雷斯、S·科夫雷（S. Cofré）在Cerro El Roble发现了此天体。
这颗小行星的绝对星等为56.54627295818568等。